# Dit

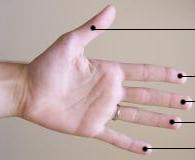
Mà i dits

Els dits són les extremitats articulades de les mans i els peus de l'ésser humà i d'alguns animals com els simis i altres vertebrats. La presència dels dits caracteritza la branca dels tetràpodes.

## Els dits humans
Els dits humans són cinc per cada mà i peu. Col·loquialment els dits de la mà reben un nom diferent per a distingir-los, començant pel més radial fins al més cubital, són els següents:
- Polze (o dit gros), indispensable per a la prensió.
- Dit índex (o dit apuntador, o assenyalador, o mestre, o saludador).
- Dit mitger (o dit del cor, o del mig, o llarg, o llépol), el més llarg.
- Dit anular (o de l'anell).
- Dit auricular (o dit gorrí, o menut, o menovell –o menuell–, o petit, o xic, o garranxet, o corronxet).

En el peu només un dit té nom propi:
- Hàl·lux (o dit gros del peu)

## Funció
Per a l'ésser humà i els primats els dits de la mà resulten útils per a la prensió. A les aus els serveix bàsicament per a subjectar-se a les branques. Els dits a més a més aporten informació sobre la temperatura, l'estructura i la textura de l'objecte palpejat.
És notòria l'habilitat humana de llegir Braille amb les puntes dels dits.

## Anatomia dels dits humans
Amb relació a la resta del cos humà els palpissos dels dits tenen una alta concentració de terminacions nervioses que els proveeixen com a centres de sensació tàctil; tocar alguna cosa o algú es fa sovint amb les mans o, particularment, amb els dits.
Hi ha tres ossos a cada dit, anomenats falanges: la falange pròpiament dita o falange proximal, la falangeta o falange mitjana i la falangina o falange distal. Cada dit té tres unions. La primera unió és on s'ajunten els ossos que formen el palmell de la mà, els metacarpians, amb el primer os del dit, anomenat falange proximal. La segona junta és la junta interfalàngica proximal i la tercera és la junta interfalàngica distal. Cadascuna d'aquestes juntes es cobreix d'un cartílag articular. El cartílag articular és el material esponjós que cobreix el final dels ossos que constitueixen una junta. El cartílag deixa els ossos relliscar fàcilment l'un contra l'altre, mentre que la junta es mou a través del seu joc de moviment.
Cada dit està proveït del tendó extensor, els dos tendons flexors (el superficial i el profund), els músculs interossis i els lumbricals.
Una excepció considerable la trobem en el polze, que no disposa de falangina i té els tendons rotors i flexors compresos a la mateixa mà.
La part ventral del dit es veu realçada per la presència de carenes i espirals anomenades empremtes digitals. A la part dorsal, el dit es veu reforçat per una còrnia que serveix de protecció, anomenada ungla. La polpa del dit és la part tova del cap del dit. També s'anomena tou del dit o polpís del dit.

## Els dits a la cultura
El llenguatge de signes es fa movent les mans i col·locant els dits en posicions especials de manera que les persones sordes puguin tenir una conversa gestual. També s'usen els dits per a comptar, sobretot quan s'està aprenent aritmètica elemental.
A cada cultura usar un dit o un altre té un sentit diferent. Per exemple a la catalana es considera de mal gust assenyalar directament en parlar, perquè denota agressivitat. Aixecar només el dit del mig té connotacions vulgars i sexuals, en una expressió ("fes-te fotre") que en francès s'expressa amb el polze. A Occident aixecar els dos dits més llargs en forma de V indica triomf. A l'època victoriana es considerava de bon gust beure aixecant el dit petit en agafar la tassa o el got. Moltes tribus urbanes fan gestos amb els dits per a identificar-se entre elles o a manera de salutació, igual que els militars.
Els dits es poden adornar amb anells i polseres que abracin també els dits. Sovint un anell simbolitza compromís, matrimoni, per això s'intercanvien en el ritu de casament cristià, entre d'altres. També es poden adornar amb dibuixos d'alquena i tatuatges, com passa a les cultures orientals.